# Pierson (Iowa)
Pierson es una ciudad ubicada en el condado de Woodbury en el estado estadounidense de Iowa. En el Censo de 2010 tenía una población de 366 habitantes y una densidad poblacional de 229,03 personas por km².

## Geografía
Pierson se encuentra ubicada en las coordenadas 42°32′34″N 95°51′55″O / 42.54278, -95.86528. Según la Oficina del Censo de los Estados Unidos, Pierson tiene una superficie total de 1.6 km², de la cual 1.6 km² corresponden a tierra firme y (0%) 0 km² es agua.

## Demografía
Según el censo de 2010, había 366 personas residiendo en Pierson. La densidad de población era de 229,03 hab./km². De los 366 habitantes, Pierson estaba compuesto por el 94.54% blancos, el 0.82% eran afroamericanos, el 1.91% eran amerindios, el 0.55% eran asiáticos, el 0% eran isleños del Pacífico, el 0.27% eran de otras razas y el 1.91% pertenecían a dos o más razas. Del total de la población el 1.09% eran hispanos o latinos de cualquier raza.